# Henschel Hs-126
De Henschel Hs-126 was een verkenningsvliegtuig dat vlak voor de Tweede Wereldoorlog werd ontwikkeld in Duitsland. Het toestel was een verdere ontwikkeling van de Hs 122. De Hs 126 was slechts een korte tijd in gebruik en werd al snel opgevolgd door de Fieseler Fi 156 en de Focke-Wulf Fw 189.